# کوان نارا
کوان آه-یون (به کره‌ای: 권아윤) که بیشتر با نام کوان نارا (کره‌ای: 권나라؛ زادهٔ ۱۳ مارس ۱۹۹۱) یا نارا شناخته می‌شود، بازیگر اهل کره جنوبی است. او قبل از اینکه وارد حرفه بازیگری شود، به عنوان یکی از اعضای گروه دخترانهٔ کره‌ای هلو وینِس شناخته شد.

## فیلم‌شناسی

### فیلم سینمایی
| سال  | عنوان         | نقش            | توضیحات      | منابع |
| ---- | ------------- | -------------- | ------------ | ----- |
| ۲۰۰۶ | آقای وکی      | دختر دبیرستانی | حضور افتخاری |       |
| ۲۰۱۸ | فانتزی دخترها | ها نام         |              | [ ۳ ] |

### مجموعه تلویزیونی
| سال       | عنوان                  | نقش                        | توضیحات      | منابع       |
| --------- | ---------------------- | -------------------------- | ------------ | ----------- |
| ۲۰۱۲      | مراقب ما باش، کاپیتان  |                            | حضور افتخاری | [ ۴ ]       |
| ۲۰۱۴      | من به عشق نیاز دارم ۳  |                            | حضور افتخاری |             |
| ۲۰۱۴      | بانوی مجرد حیله‌گر      |                            | حضور افتخاری | [ ۵ ]       |
| ۲۰۱۶      | هنرمندان               | سونگ هی                    | حضور افتخاری |             |
| ۲۰۱۷      | شریک مشکوک             | چا یو جونگ                 |              |             |
| ۲۰۱۸      | آجوشی من               | چوی یو را                  |              |             |
| ۲۰۱۸      | عالیجناب               | جو اون                     |              |             |
| ۲۰۱۹      | پزشک زندانی            | هان سو گوم                 |              |             |
| ۲۰۲۰      | کلاس ایته‌‌وون           | اوه سو آه                  |              |             |
| ۲۰۲۰–۲۰۲۱ | بازرس مخفی سلطنتی      | هونگ دا این                |              | [ ۶ ]       |
| ۲۰۲۱–۲۰۲۲ | بولگاسال: ارواح جاودان | مین سانگ وون / کیم هوا یون |              | [ ۷ ]       |
| ۲۰۲۴      | آتلیه عکاسی شبانه      | هان بوم                    |              | [ ۸ ] [ ۹ ] |